# Jessica l'insoumise
Jessica l'insoumie (Jessica) est un téléfilm australien réalisé par Peter Andrikidis en 2004, avec Raphael Dickson, Felix Dean, Richard Connell et Ivan Clarke, et diffusé le 18 juillet 2004 sur Network Ten.

## Synopsis
Joe Bergman vient de mourir. Quant à Jack Thomas, il est obligé de partir sous les drapeaux parce que la Première Guerre Mondiale approche. Hester et Meg profitent de la situation pour s'installer dans la riche et somptueuse demeure des Thomas avec l'enfant de Jessica, qu'elles font passer pour celui de sa sœur Meg. Internée depuis trois ans, la malheureuse Jessica est enfin libérée grâce à l'intervention de maître Runche, l'avocat alcoolique de Billie. Mais cette libération a une condition: elle ne doit en aucun cas chercher à revoir son enfant. La jeune femme se lie alors d'amitié avec un groupe d'Aborigène, victimes eux aussi d'injustice...

## Distribution
- Leeanna Walsman : Jessica Bergman
- Sam Neill : Richard Runche
- Lisa Harrow (en) : Hester Bergman
- Tony Martin : Joe Bergman
- Oliver Ackland : Jack Thomas
- Megan Dorman (en) : Meg Bergman
- David Baldwin : un avocat
- Wil Traval : Billie
- Simon Chilvers : le juge
- Ivan Clarke : Banjo
- Richard Connell : Lad